# Ichbewusstsein
Ichbewusstsein ist das Bewusstsein des Menschen zu seiner Ich-Identität oder das Wissen des Individuums um seine Identität.

## Ichbewusstsein nach Karl Jaspers
Das Ichbewusstsein wird von Jaspers als Ergebnis der inneren Wahrnehmung (Intuition) dem Gegenstandsbewusstsein als Ergebnis der äußeren Wahrnehmung gegenübergestellt. Er unterscheidet vier formale Merkmale des Ichbewusstseins:
- das Tätigkeitsgefühl als Aktivitätsbewusstsein
- das Bewusstsein der Einheit des Ichs im gleichen Augenblick
- das Bewusstsein der Identität von jeher, d. h. in der Zeitfolge, dem Ablauf der Zeit
- das Ichbewusstsein im Gegensatz zum Außen und zum Andern

### Aktivitätsbewusstsein
Triebkomponenten werden durch Gefühle vorangedrängt. Gleichgültig, ob es sich um Wahrnehmungen, Vorstellungen, Gedanken oder Gefühle handelt, alles Psychische erhält den „besonderen Ton“ des Persönlichen (des „mein“, des „ich“). Diesen Vorgang nennt Jaspers Personalisation. Andere Autoren bezeichnen diese eigentümliche Qualität des Persönlichen als Ichqualität.

### Einheit des Ich
Das Ichbewusstsein ist stets mit Wertvorstellungen verbunden. Sofern das Subjekt mit Wertvorstellungen konfrontiert ist, die seinem Wertesystem nicht entsprechen, kommt es zu Phänomenen der Verdoppelung der Persönlichkeit, des Schattens, der Besessenheit, der Ich-Anachorese, der Fremdheit eigener Verhaltensweisen, z. B. bei Zwangshandlungen.

### Identität des Ichs
Von der gleichzeitigen Einheit oder Verdoppelung der Persönlichkeit ist die im Verlauf der Zeit sich gleichbleibende oder sich ändernde Einheit der Persönlichkeit zu unterscheiden. Es ist nicht immer davon auszugehen, dass sich Menschen mit ihren früheren Verhaltensweisen identifizieren, da sich das persönliche Wertesystem im Verlauf der Zeit auch ändert. Ein Musterbeispiel stellen die verschiedenen Formen der Amnesie dar.

### Innen- und Außenwelt
Die Unterscheidung von Innen- und Außenwelt erscheint selbstverständlich, kann jedoch in einzelnen Fällen mehr oder weniger aufgehoben sein. So liegen Schilderungen von Baudelaire über das Schwinden der Persönlichkeit möglicherweise Wirkungen einer Haschischvergiftung zugrunde. Dabei fühlte Baudelaire seine Pfeife als personifiziert ähnlich gewissen pantheistischen Denkweisen, siehe das All-Eine oder die → Participation mystique.

## Ichbewusstsein nach C.G. Jung

### Vorbemerkungen, Übersicht
Das Ich oder Ich-Bewusstsein steht im Zentrum des Bewusstseinfeldes. Es konstituiert sich aus einem Komplex von Vorstellung und Identifikationen, Jung nennt diesen auch ‚Ich-Komplex‘. Ein bewusstes Wahrnehmen besteht nur für die Objekte, die mit diesem begrenzten Ich-Komplex assoziiert sind. Jung nahm neben diesem bewussten Ich-Komplexes noch weitere Ich-nahe Komplexe an. Sie sind unbewusst und werden in ihrer Gesamtheit auch als das persönliche Unbewusste bezeichnet. Unbewusste psychische Inhalte sind eng an die individuelle Lebensgeschichte des Menschen geknüpft und werden über zwei Zugänge mit Informationen versorgt. Einerseits handelt es sich dabei um Inhalte, die ehemals bewusst waren und im weiteren Verlauf der Biographie als Vergessenes oder Verdrängtes nachträglich aus dem Ich-Bewusstsein ausgeschlossenen wurden, andererseits um primär unbewusste Elemente, die noch nie völlig ins Bewusstsein gelangt waren, so etwa frühkindliche Engramme und subliminal Wahrgenommenes.
Die Persona ist der repräsentative, nach außen gerichtete Aspekt des Ich-Bewusstseins und entspricht der äußeren Persönlichkeit. Die Persona dient der Anpassung (Anpassungsfähigkeit) an die Außenwelt im Sinne eines normativen, sozialverträglichen Verhaltens bzw. Handelns. Der Schatten ist hingegen die – metaphorisch beschriebene – dunkle, im Schatten liegende Seite der Persönlichkeit. Der Schatten ist Teil des Ich-nahen persönlichen Unbewussten und setzt sich aus all jenen, mit den bewussten Identifikationen des Ich unvereinbaren Regungen, Aspekten, Neigungen und Eigenschaften eines Menschen zusammen. Solange keine bewusste Auseinandersetzung des Ich mit diesem unbewussten Schatten stattgefunden hat, kann dieser nur außerhalb des Ich wahrgenommen werden und wird deshalb häufig auf andere Personen projiziert.

### Ichbewusstsein, Selbstkonzept und Spiritualität
Damit integriert sich das ‚Ichbewußtsein‘ in das Konzept der analytischen Psychologie vom „Selbst“, welches eine zentrale Stellung einnimmt. Das Selbst wird in Abgrenzung zum Ichbewußtsein als Ganzheit und zugleich Zentrum der menschlichen Psyche betrachtet, welche das menschliche Ichbewusstsein und das Unbewusste umfasst. Im Selbst werden gewissermaßen die antagonistischen Strebungen der Persönlichkeit zusammengefasst und vereint. Aus jungianischer Sicht ist das ‚Selbst‘ die „psychische Totalität des Menschen“, in dieser Ganzheit wird das persönliche und das kollektive Unbewusste erfasst.

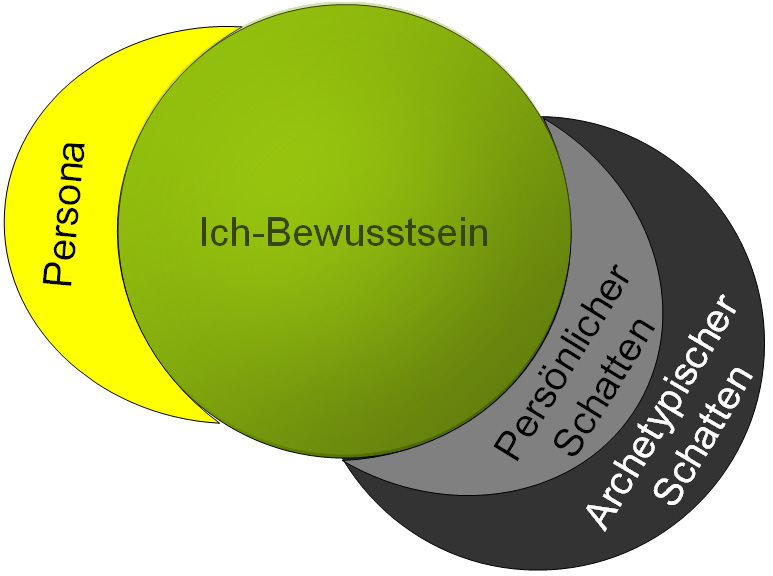
Schematische Darstellung der Persona und des Ich-Bewusstseins sowie die Schattenanteile des Menschen nach C. G. Jung in ihrem Verhältnis zueinander.

Nach Jung besteht im Selbst eine starke Tendenz, sich im Menschen zu verwirklichen, sie wird von Jung auch als „Entelechie im Individuationsprozess“ benannt: auch „jenseits der Wünsche und Befürchtungen des Bewußtseins“ und mit großer Durchsetzungskraft, der zu folgen vom Bewusstsein größte Anstrengungen abverlange, einschließlich moralischer Konflikte. In der menschlichen Individuation decken sich die Symbole des Selbst oft mit einem „transpersonalen Zentrum der Psyche“ und insofern mit einem Gottesbild: „… was einerseits als psychologische Erfahrung die psychische Ganzheit bedeutet, drückt andererseits die Idee der Gottheit aus“; diese Gleichheit von Symbolen treffe aber keine Aussage darüber, ob auch eine metaphysische Identität bestünde.

### Definition und Abgrenzung
Der Schweizer Psychologe Carl Gustav Jung definierte das Ich als das „Zentrum des Bewusstseinsfeldes, … Subjekt aller persönlichen Bewusstseinsakte.“ Das Ich beruhe einerseits „auf dem gesamten Bewusstseinsfeld, andererseits auf der Gesamtheit unbewusster Inhalte“, wobei zu den unbewussten Grundlagen gehören: das nur zeitweise unbewusste, dem Ich zugängliche Gedächtnis, „zweitens nicht willkürlich reproduzierbare, unbewusste, und drittens überhaupt nicht bewusstseinsfähige Inhalte“ der unbewussten Psyche. „Trotz der unabsehbaren Reichweite seiner Grundlage ist das Ich nie mehr und nie weniger als das Bewusstsein überhaupt.“ In diesem Sinne verstand Jung das Ich als einen Teil der Gesamtpersönlichkeit, des Selbst: „Ich unterscheide daher zwischen Ich und Selbst, insofern das Ich nur das Subjekt des Bewusstseins, das Selbst aber das Subjekt meiner gesamten, also auch der unbewussten Psyche ist.“ Die „Energie oder Intensität des Ichkomplexes, der sich durch Willenskraft manifestiert“, werde in seiner Wirkung schwächer, je näher man dem Grenzbereich zum Unbewussten mit seinen Affekten und ins Bewusstsein einbrechenden Vorstellungen komme. – Ebenfalls gegen das Ich abgegrenzt sind bei Jung die Persona ('Theatermaske'): „als was einer sich selber und der Umwelt erscheint“, und der Schatten, welcher dem Ich-Ideal eines Menschen entgegensteht und dieses mitunter grob auszugleichen tendiert.

### Bildung des Ichbewusstseins aus dem Unbewussten
Jung sagte: „Das Unbewusste ist die Mutter des Bewusstseins.“ Zur Bildung eines Ichbewusstseins in der Menschheitsentwicklung wie auch der des einzelnen Menschen setzten sich „multiple[r] Luminositäten“ (von lat. lumen = Licht), also Keime annähernden Bewusstseins oder aufflackernde Bewusstseinsfunken, „die aus dem Dunkel des Unbewussten hervorleuchten“, nach und nach zu einem „festgefügten Ichkomplex“ zusammen. „Das Licht des Bewusstseins hat … viele Helligkeitsgrade, und der Ichkomplex viele Abstufungen seiner Betonung.“

### Gefährdung des Ichbewusstseins durch das Unbewusste
Das Ichbewusstsein könne auch in Zerfallszustände geraten: Dissoziation in einen „dunklen Zustand der Desorientierung“ oder gar Auflösung als Schizophrenie: eine latente Psychose könne durch die Konfrontation mit dem Nicht-Ich, dem Unbewussten, ausgelöst werden. – Eine unter Umständen erwünschte (zeitweise) Auflösung des Ichbewusstseins kann in der religiösen Erfahrung geschehen: Weil das Ichbewusstsein auch durch Akte bewusster „Unterscheidung von der unbewussten Dynamis“ konstituiert wurde, so könne es „durch eine Identifikation des Ich mit der treibenden Dynamis des Unbewussten wieder aufgehoben“ werden und z. B. wie in der religiösen Erfahrung Meister Eckharts in einer Art mystischer Allbezogenheit (zeitweise) aufgehen. Zur neurotischen Gefährdung des Ichbewusstseins durch autonome Komplexe siehe auch Komplex (Psychologie).